# Abisara odin
Abisara odin är en fjärilsart som beskrevs av Fabricius 1793. Abisara odin ingår i släktet Abisara och familjen Riodinidae. Inga underarter finns listade i Catalogue of Life.